# Семёновская (приток Иксы)
Семёновская — река в Бакчарском районе Томской области России. Устье реки находится в 197 км по левому берегу реки Икса. Длина реки составляет 12 км.

## Данные водного реестра
По данным государственного водного реестра России относится к Верхнеобскому бассейновому округу, водохозяйственный участок реки — Обь от впадения реки Чулым до впадения реки Кеть, речной подбассейн реки — Чулым. Речной бассейн реки — (Верхняя) Обь до впадения Иртыша.